# Jōshin Electric Railway
La Jōshin Electric Railway  Co.,Ltd. (上信電鉄株式会社, Jōshin Dentetsu Kabushiki-gaisha) est une compagnie de transport de passagers qui exploite une ligne de chemin de fer dans la préfecture de Gunma au Japon. La compagnie gère également un réseau de bus et elle a des activités dans le transport de courrier, l'immobilier et la publicité. Son siège social se trouve dans la ville de Takasaki.

## Histoire
La compagnie a été fondée le 27 décembre 1895.

## Ligne
La compagnie possède une ligne.
| Ligne        | Nom japonais | Terminus             | Longueur (km) | Gares |
| ------------ | ------------ | -------------------- | ------------- | ----- |
| Ligne Jōshin | 上信線       | Takasaki - Shimonita | 33,7          | 21    |

## Matériel roulant
Au 31 mars 2019, la compagnie possède 23 rames automotrices, 3 locomotives et 3 wagons de fret.

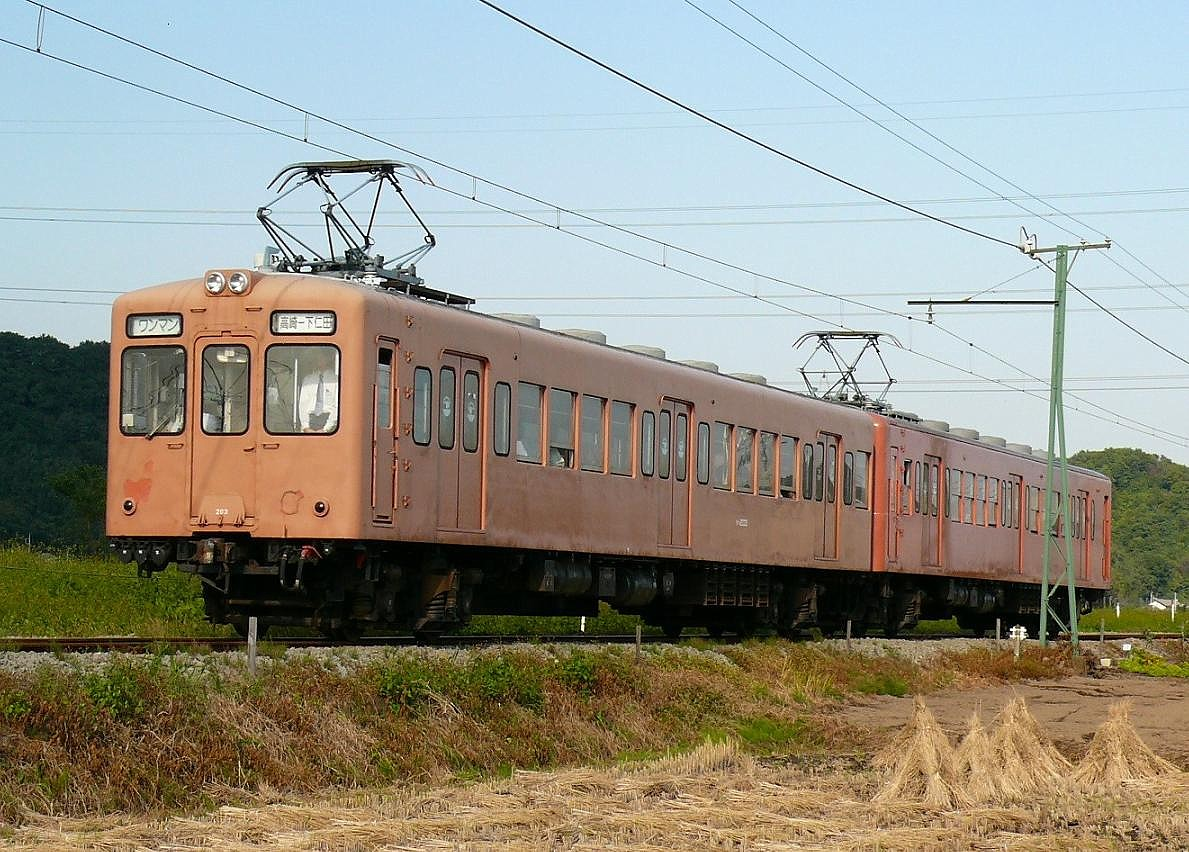
Série 200/250
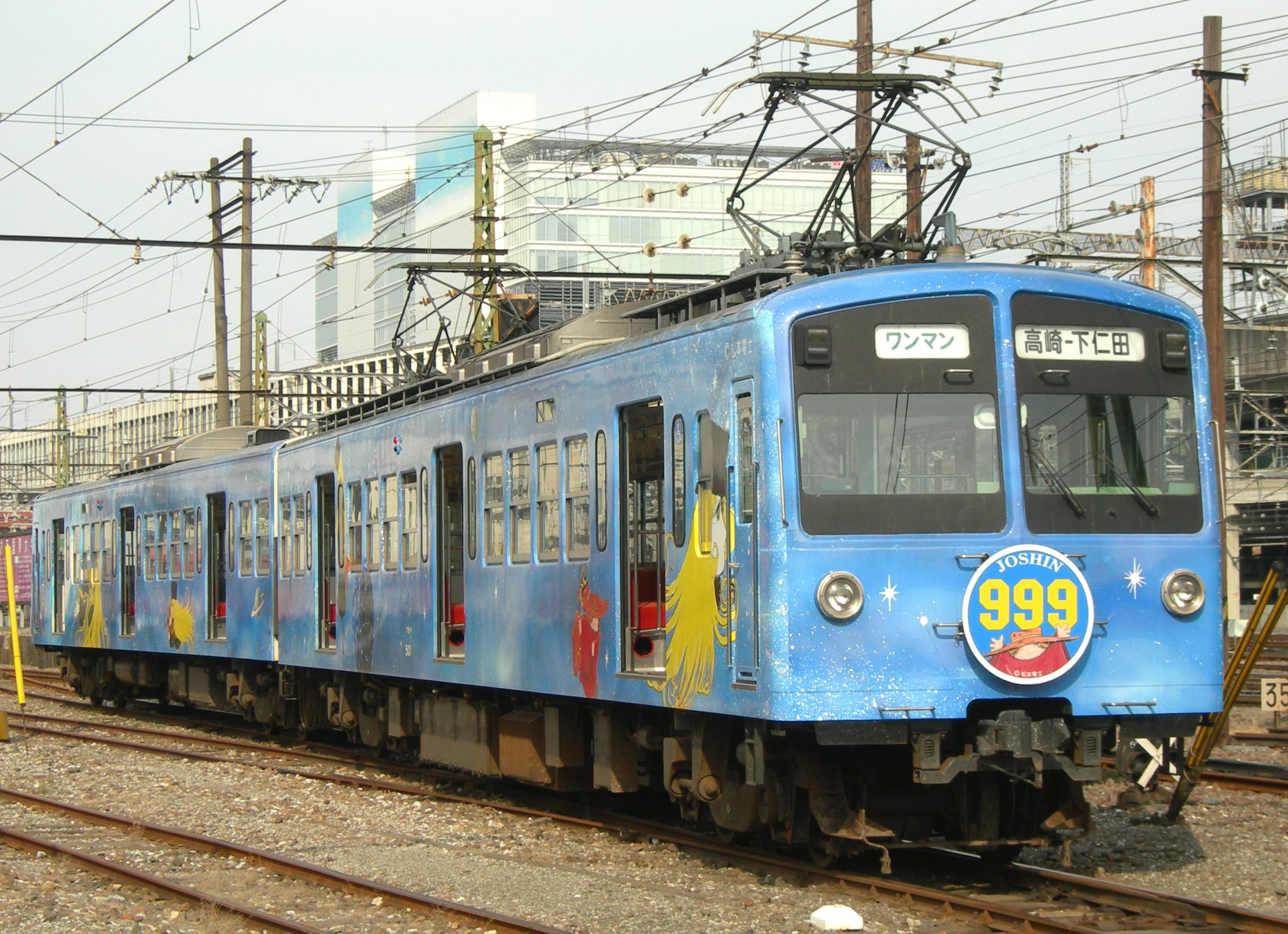
Série 500 (ex-Seibu série 101)
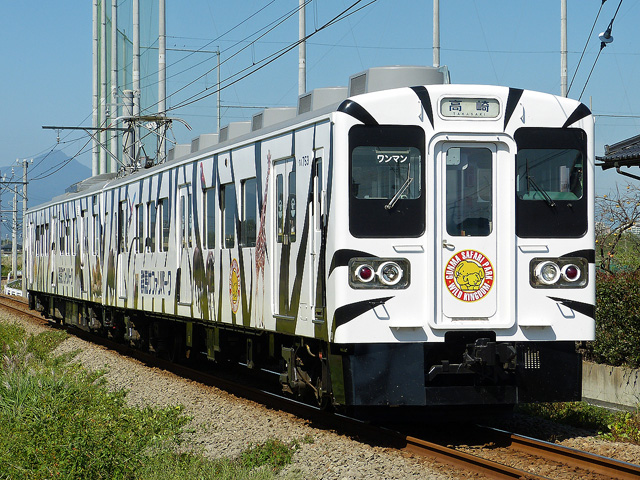
Série 700 (ex-JR East série 107)
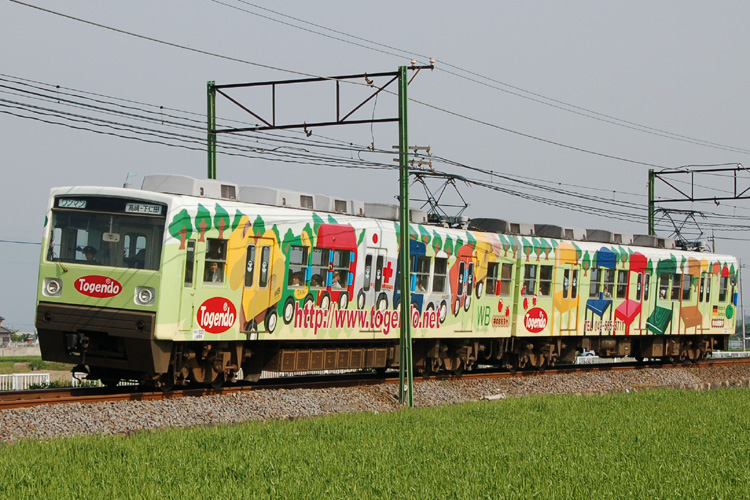
Série 1000
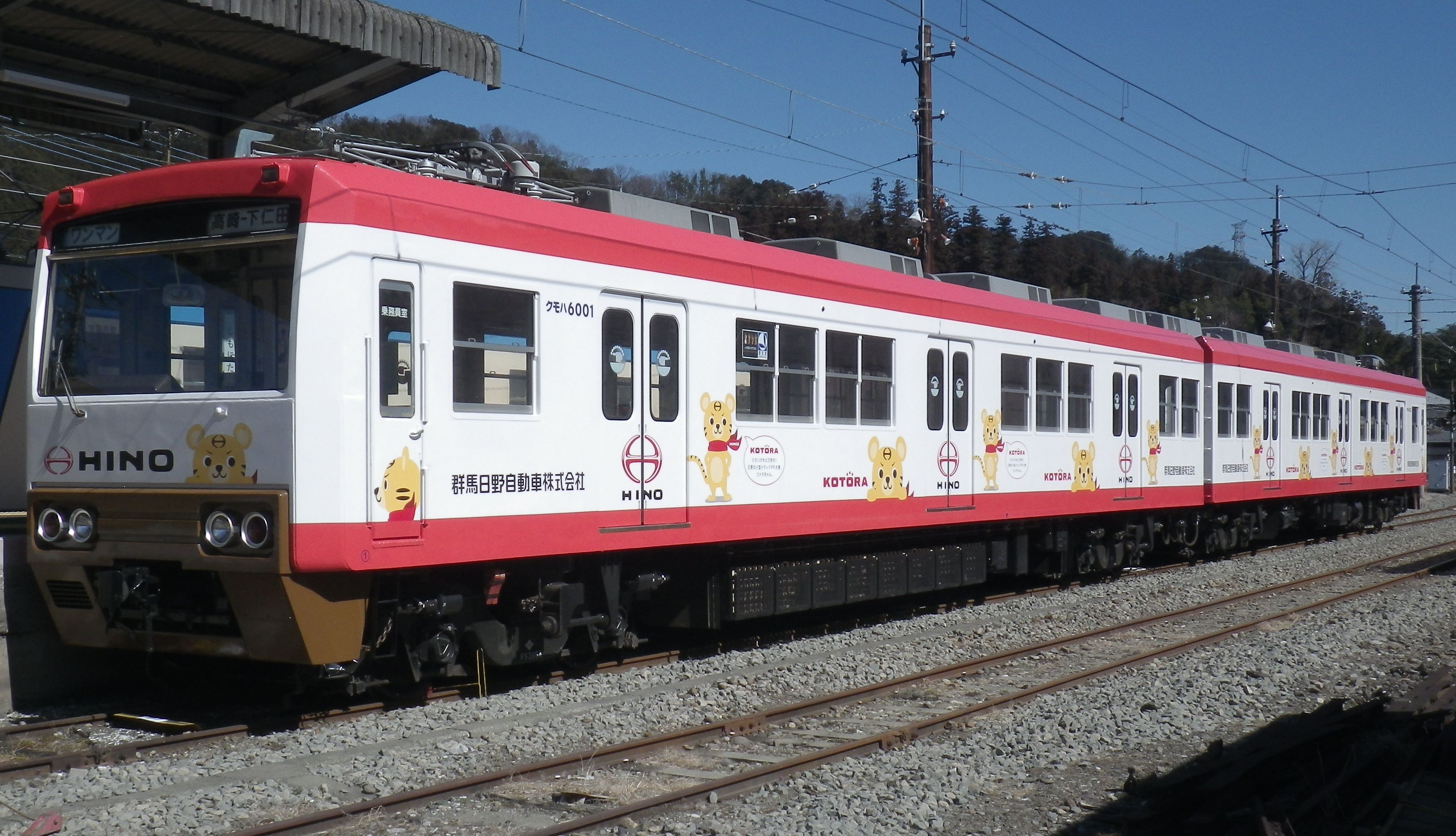
Série 6000
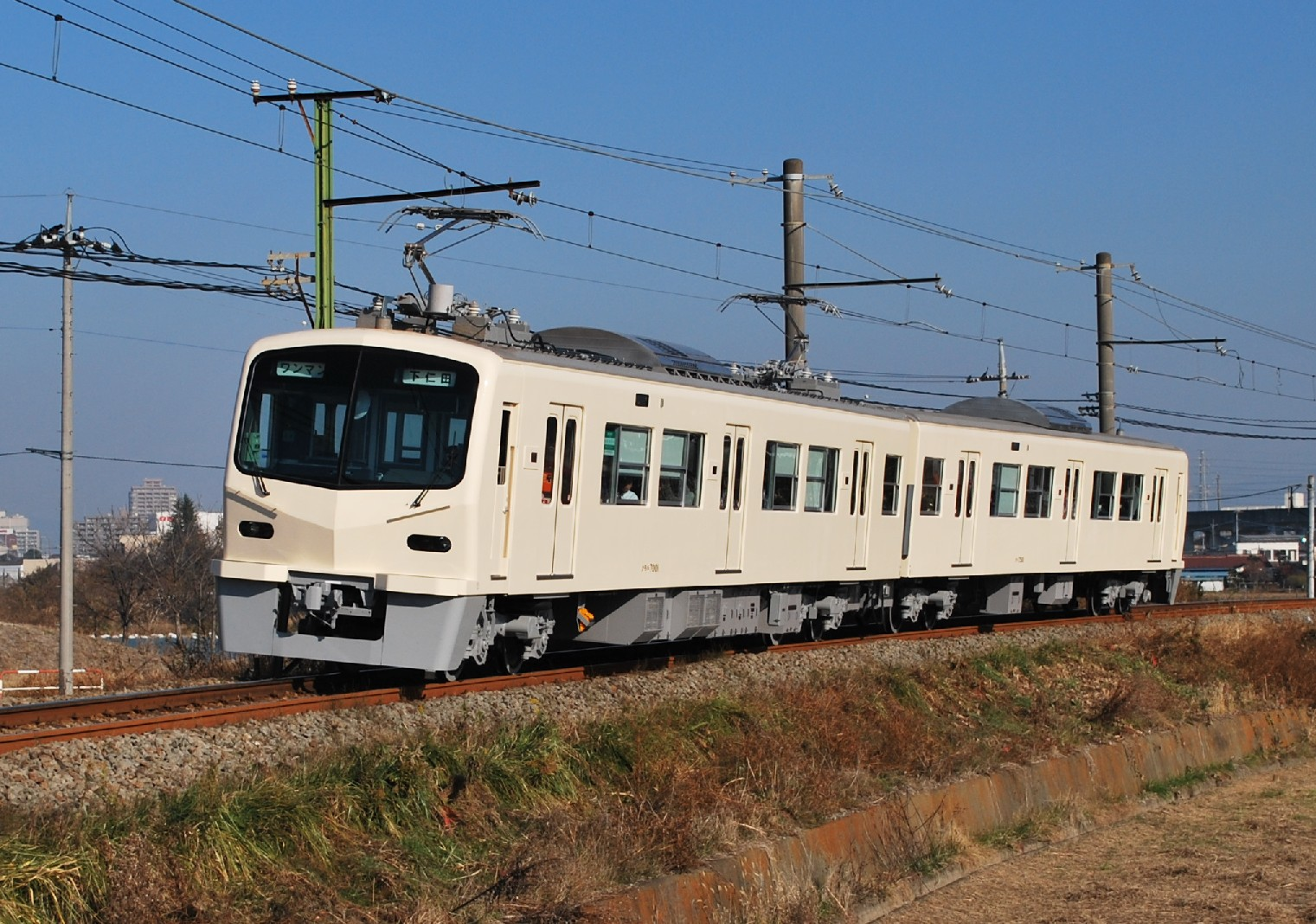
Série 7000
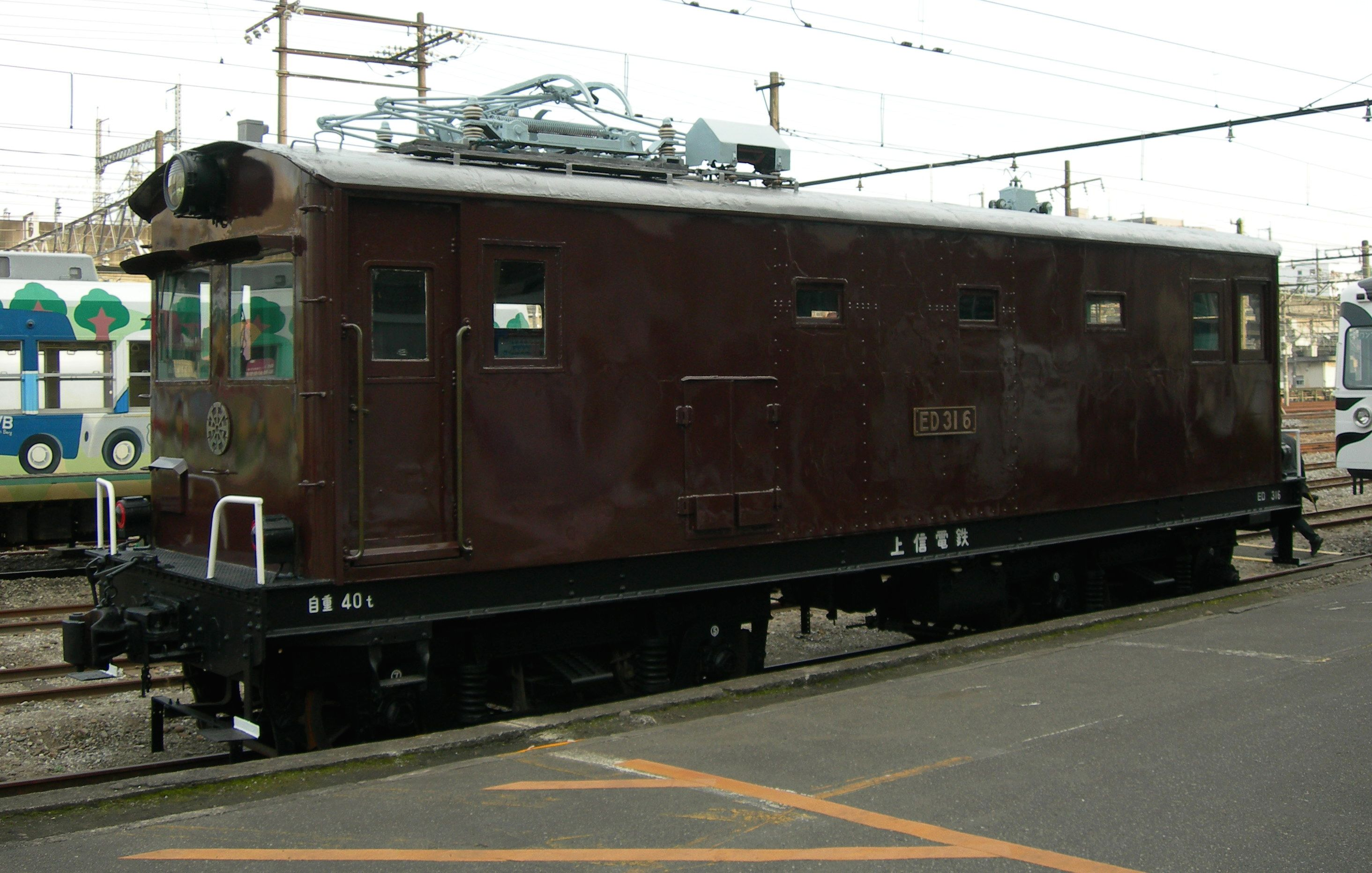
Locomotive série ED31